# Nils Johansson (Radsportler)
Nils Johansson (* 16. April 1920 in Borås; † 29. Juni 1999 ebenda) war ein schwedischer Radrennfahrer und nationaler Meister im Radsport.

## Sportliche Laufbahn
Er war Teilnehmer der Olympischen Sommerspiele 1948 in London. Im olympischen Straßenrennen kam er beim Sieg von José Beyaert auf dem 5. Platz im Ziel ein. Die schwedische Mannschaft wurde mit Harry Snell, Olle Wänlund und Åke Olivestedt in der Mannschaftswertung auf dem 5. Rang klassiert.
1946 gewann er die nationale Meisterschaft im Straßenrennen. Johansson startete für den Verein IK Ymer.